# Dicraeus opacus
Dicraeus opacus är en tvåvingeart som beskrevs av Becker 1910. Dicraeus opacus ingår i släktet Dicraeus och familjen fritflugor. Inga underarter finns listade i Catalogue of Life.